# Leif Davis
Leif Davis (Newcastle upon Tyne, Inglaterra, Reino Unido, 31 de diciembre de 1999) es un futbolista inglés. Juega de defensa y su equipo es el Ipswich Town F. C. de la EFL Championship.

## Trayectoria
Nacido en Newcastle upon Tyne, comenzó su carrera en las inferiores del amateur Wallsend Boys Club, Morecambe F. C. entre 2016 y 2018 y finalmente en el Leeds United F. C., cuando fichó el 4 de julio de 2018, inicialmente para ser jugador de la academia.
Debutó con el primer equipo del Leeds el 23 de diciembre de 2018 en la victoria por 3-2 sobre el Aston Villa F. C. en el Villa Park. Disputó tres encuentros en la temporada 2019-20 de la EFL Championship, donde el Leeds aseguró el ascenso a la Premier League. Debutó en esta competición el 3 de octubre de 2020 contra el Manchester City F. C.
El 27 de julio de 2021 fue enviado a préstamo al AFC Bournemouth, con el que consiguió un nuevo ascenso a la Premier League.
El 25 de julio de 2022 fue traspasado al Ipswich Town F. C., equipo con el que firmó por tres años más uno opcional.

## Estadísticas
Actualizado al último partido disputado el 25 de mayo de 2025.
| Club                                                                              | Div.          | Temporada     | Liga  | Liga  | Copas nacionales(1) | Copas nacionales(1) | Total | Total |
| Club                                                                              | Div.          | Temporada     | Part. | Goles | Part.               | Goles               | Part. | Goles |
| --------------------------------------------------------------------------------- | ------------- | ------------- | ----- | ----- | ------------------- | ------------------- | ----- | ----- |
| Leeds United F. C. Inglaterra                                                     | 2.ª           | 2018-19       | 4     | 0     | 1                   | 0                   | 5     | 0     |
| Leeds United F. C. Inglaterra                                                     | 2.ª           | 2019-20       | 3     | 0     | 2                   | 0                   | 5     | 0     |
| Leeds United F. C. Inglaterra                                                     | 1.ª           | 2020-21       | 2     | 0     | 2                   | 0                   | 4     | 0     |
| Leeds United F. C. Inglaterra                                                     | Total club    | Total club    | 9     | 0     | 5                   | 0                   | 14    | 0     |
| AFC Bournemouth Inglaterra                                                        | 2.ª           | 2021-22       | 12    | 0     | 3                   | 0                   | 15    | 0     |
| AFC Bournemouth Inglaterra                                                        | Total club    | Total club    | 12    | 0     | 3                   | 0                   | 15    | 0     |
| Ipswich Town F. C. Inglaterra                                                     | 3.ª           | 2022-23       | 43    | 3     | 3                   | 0                   | 46    | 3     |
| Ipswich Town F. C. Inglaterra                                                     | 2.ª           | 2023-24       | 43    | 2     | 1                   | 0                   | 44    | 2     |
| Ipswich Town F. C. Inglaterra                                                     | 1.ª           | 2024-25       | 33    | 1     | 0                   | 0                   | 33    | 1     |
| Ipswich Town F. C. Inglaterra                                                     | Total club    | Total club    | 119   | 6     | 4                   | 0                   | 123   | 6     |
| Total carrera                                                                     | Total carrera | Total carrera | 140   | 6     | 12                  | 0                   | 152   | 6     |
| (1) Incluye datos de la FA Cup, la Copa de la Liga de Inglaterra y el EFL Trophy. |               |               |       |       |                     |                     |       |       |

## Palmarés

### Títulos nacionales
| Título                               | Club               | País       | Año     |
| ------------------------------------ | ------------------ | ---------- | ------- |
| English Football League Championship | Leeds United F. C. | Inglaterra | 2019-20 |